# Matricás-barlang
A Matricás-barlang andezitben létrejött álbarlang, amely a Duna–Ipoly Nemzeti Parkban lévő Visegrádi-hegységben, az esztergomi Szamár-hegyen található.

## Földrajzi helyzet
A kettős csúcsú Szamár-hegy alacsonyabbik, 279 méteres, déli csúcsának a nyugati oldalán 200 méter hosszú, 10–15 méter magas sziklafal alakult ki. Ennek az északi végén, körülbelül 235 méter tengerszint feletti magasságban nyílik az álbarlang.

## Leírás
A sziklafalról egy körülbelül 10×20×2 méteres kőzettömb csúszott le élével, amely aztán nekitámaszkodik a falnak. Ennek felső része mögött jött létre az álbarlang, melynek hossza 7,6 méter és az 5. méter körül egy járható méretű nyílás vezet a sziklalap felső szélére, úgy, hogy egy második bejáratot képez.
Az első öt méter tágas, egy méter körüli szélességű, a bejáratnál 1,75 méter magas, beljebb az alja emelkedik, csak négykézláb járható. A felszínre nyíló kürtő után a járat elszűkül, de a szűkület után egy újabb ferde termecskévé tágul, annak viszont a magassága már csak 50 centiméter, majd fokozatosan járhatatlanná keskenyedik.
Az álbarlang alját humusz és behullott kövek alkotják. Ásványi kiválások nem találhatóak benne. Érdekes módon, bár a környéke sűrűn lakott, megközelítése könnyű és bejárata is feltűnő, emberi ottlétnek alig akadt nyoma. Ezen kevesek egyike, az a már elmosódott matrica az álbarlang bejáratának közelében a falra ragasztva, amely aztán az üreg névadója lett.

## Kutatástörténet
1995. március 4-én Szilvay Péter fedezte fel és készítette el az üreg térképét. A korábbi kutatottságáról nincs adat. A 2001. november 12-én elkészült Magyarország nemkarsztos barlangjainak irodalomjegyzéke című kézirat barlangnévmutatójában szerepel a Matricás-barlang. A barlangnévmutatóban meg van említve 1 irodalmi mű, amely foglalkozik az üreggel. Nem a 364. tétel említi, hanem a 363. tétel említi.
A 2014. évi Karsztfejlődésben megjelent tanulmányban az olvasható, hogy Esztergom keleti szélén, a Szamár-hegyen található egy támaszkodó álbarlang, a Matricás-barlang, amelyet a sziklafalnak támaszkodó egyik hatalmas kőtömb alatt keletkezett üreg alkot. Az üreg 7,6 m hosszú és 2,7 m magas. A Visegrádi-hegység 101 barlangjának egyike.